# Архиерейский собор Русской православной церкви (1943)

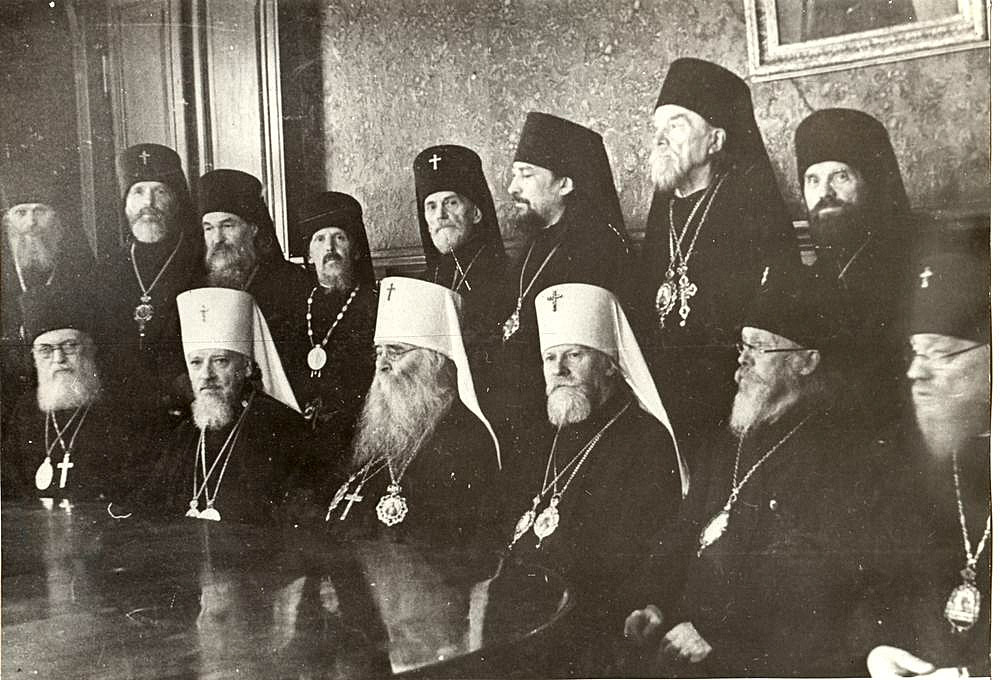

Архиерейский собор Русской православной церкви 1943 года — архиерейский собор, проходивший 8 сентября 1943 года в Москве в только что переданном Московской патриархии под патриаршую резиденцию особняке в Чистом переулке. Первый Собор Русской церкви после Поместного собора 1917—1918 годов.

## События и решения
31 августа 1943 года офицер НКГБ Георгий Карпов (будущий первый председатель Совета по делам РПЦ) доставил в Москву Патриаршего местоблюстителя Сергия (Страгородского) и его сотрудников из Ульяновска, где церковное руководство Патриархии находилось в эвакуации с октября 1941 года. Поздно вечером 4 сентября, состоялась встреча председателя СНК СССР И. В. Сталина с Патриаршим местоблюстителем, митрополитом Ленинградским Алексием (Симанским), митрополитом Киевским и Галицким Николаем (Ярушевичем).
На встрече митрополит Сергий сказал: «Самый главный для нас вопрос о центральном руководстве церкви, так как с 1935 года не действует Синод, а церковь управляется патриаршим местоблюстителем. Нужен созыв Архиерейского собора для избрания патриарха». На вопрос Сталина о сроках созыва собора, митрополит Сергий ответил «Думаю, в месяц управимся», но Сталин посоветовал «проявить большевистские темпы» и определил, что собор будет созван 8 сентября. На той же встрече Сталин заявил о предоставлении «обустроенного и подготовленного» помещения немедленно: «завтра же в ваше ведение перейдет для размещения в нём патриархии особняк по адресу Чистый переулок, дом пять». Встреча затянулась почти до двух часов ночи 5 сентября. Митрополитов отвезли на правительственной автомашине в дом в Бауманском переулке близ Богоявленского собора в Елохове, где жил митрополит Сергий. Спустя несколько часов в Богоявленском соборе прошло торжественное богослужение, после которого Сергий сообщил верующим о ночной встрече и о намеченном на 8 сентября Архиерейском соборе. В тот же день в «Правде» была помещена заметка о приеме Сталиным иерархов.
Как рассказывал в 1945 году в Париже митрополит Николай (Ярушевич): «Мы торопились, ждали этого с нетерпением, и на собор съехались не все епископы: не успели прибыть сибирские и южные». 8 сентября в переданном Московской Патриархии здании в Чистом переулке состоялся архиерейский собор. Собор заслушал доклад Патриаршего Местоблюстителя о патриотической работе Русской Православной Церкви, заслушал доклад митрополита Ленинградского Алексия на тему «Долг христианина перед Церковью и родиной в переживаемую эпоху отечественной войны», по докладу митрополита Ленинградского Алексия единогласно избрал митрополита Сергия патриархом Московским и всея Руси. Также Собор постановил: «всякий виновный в измене общецерковному делу и перешедший на сторону фашизма, как противник Креста Господня, да числится отлученным, а епископ или клирик — лишенным сана» (постановление фактически не было исполнено). На Соборе был вновь образован Священный Синод Русской Православной Церкви из постоянных и временных членов, с учётом того, что через ротацию весь епископат примет участие в его деятельности. Было принято обращение к советскому правительству с выражением благодарности за внимание к нуждам Русской Православной Церкви и Обращение ко всем христианам мира с призывом об усилении молитвы о скорейшем даровании победы и открытия второго фронта.

## Участники
В деяниях собора участвовало 19 архиереев — все, кто в это время находился на кафедрах на не оккупированных немецкими войсками территориях, кроме епископа Кубанского и Краснодарского Фотия (Топиро), причина отсутствия которого неизвестна, и архиепископа Свердловского Варлаама (Пикалова), назначенного на кафедру из полеводов-обходчиков в Коми АССР за день до открытия собора. Кроме архиереев, участником собора был протоиерей Николай Колчицкий, настоятель кафедрального Богоявленского собора в Елохове, в Москве, вошедший в состав Синода по должности Управляющего делами Московской Патриархии.
1. Сергий (Страгородский), митрополит Московский и Коломенский, местоблюститель патриаршего престола
2. Алексий (Симанский), митрополит Ленинградский
3. Николай (Ярушевич), митрополит Киевский и Галицкий
4. Лука (Войно-Ясенецкий), архиепископ Красноярский
5. Иоанн (Братолюбов), архиепископ Сарапульский
6. Андрей (Комаров), архиепископ Казанский
7. Алексий (Палицын), архиепископ Куйбышевский
8. Стефан (Проценко), архиепископ Уфимский
9. Сергий (Гришин), архиепископ Горьковский и Арзамасский
10. Иоанн (Соколов), архиепископ Ярославский и Ростовский
11. Алексий (Сергеев), архиепископ Рязанский
12. Василий (Ратмиров), архиепископ Калининский и Смоленский
13. Варфоломей (Городцов), архиепископ Новосибирский и Барнаульский
14. Григорий (Чуков), архиепископ Саратовский и Сталинградский
15. Александр (Толстопятов), епископ Молотовский
16. Питирим (Свиридов), епископ Курский
17. Вениамин (Тихоницкий), епископ Кировский
18. Димитрий (Градусов), епископ Ульяновский
19. Елевферий (Воронцов), епископ Ростовский

## Реакция, значение, последствия
По мнению патриарха Алексия II, первая после октября 1917 года встреча главы государства и руководителей Русской церкви ознаменовала новый курс Советского государства в отношении церкви, что явилось сильнейшим ударом по идеологической концепции германского нацизма, использовавшего трагическое положение религии в СССР, в политике нацизма, проводившейся на оккупированных территориях.
Руководство Германии потребовало от русского епископата, находившегося на контролируемых им территориях, признать незаконным избрание митрополита Сергия на Соборе. 21 октября 1943 года в Вене состоялось совещание зарубежных иерархов во главе с предстоятелем РПЦЗ митрополитом Анастасием (Грибановским), на котором была принята соответствующая резолюция. Зарубежные русские иерархи, собравшиеся в Вене, заявили, что избрание патриарха в Москве носит характер не церковный, а политический, произошло по указке Сталина, что нарушало, по их мнению, 30-е правило святых апостолов и 3-е правило Седьмого Вселенского Собора. Митрополит Сергий (Воскресенский), продолжая обличать Советское государство, отказался осудить Московский Собор 1943 года. Он объяснял это тем, что не имеет на руках документов этого Собора, а также указывал, что если даже избрание Патриарха неканонично, то не дело государственной власти, в данном случае Германии, заботиться о чистоте канонов.
По мнению современных светских исследователей, встреча иерархов РПЦ с руководством СССР и санкционированное последним проведение собора епископов были «продуманными и рассчитанными на перспективу шагами советского руководства, чтобы, с одной стороны, перевести в правовое поле взаимоотношения с самой крупной религиозной организацией в стране, а с другой — продолжить формирование положительного внешнеполитического имиджа СССР как страны, где соблюдаются общепринятые нормы свободы совести». Уже 8 сентября нарком НКГБ Меркулов докладной запиской информировал Сталина о положительных откликах иностранных дипломатов и политэмигрантов, проживавших в Москве, на избрание митрополита Сергия патриархом.
Директива территориальным органам НКГБ СССР от 22 сентября 1943 года, предписывала: «не препятствовать духовенству проводить в жизнь официальные решения Патриарха Сергия и Синода, касающиеся назначений и перемещении священников по епархиям, открытия богословских курсов, свечных заводов, распространения печатных изданий Патриарха и Синода. <…> обеспечить неослабное агентурное наблюдение за деятельностью епископов и остального духовенства православной церкви, пресекая возможные попытки с их стороны, превышения предоставленных им прав или использования этих прав в антисоветских целях. <…> Каждую вновь открываемую церковь обеспечивать проверенной агентурой из числа духовенства или церковного актива». Следуя рекомендациям НКГБ (директива народного комиссара Государственной безопасности Всеволода Меркулова от 25 ноября 1943 года), в Московский патриархат начали массово переходить обновленческие приходы и духовенство, что ознаменовало скорый распад и конец обновленчества